# Philodromus alboniger
Philodromus alboniger este o specie de păianjeni din genul Philodromus, familia Philodromidae, descrisă de Caporiacco, 1949.
Este endemică în Kenya. Conform Catalogue of Life specia Philodromus alboniger nu are subspecii cunoscute.